# テン・サーティーン
『テン・サーティーン』（Ten 13）は、サミー・ヘイガーが2000年に発表したスタジオ・アルバム。

## 背景
アレン・コヴァックが設立したインディーズ・レーベル「ビヨンド・ミュージック」へ移籍して発表されたが、結果的に「ビヨンド・ミュージック」との契約は本作だけで終わった。アルバム・タイトルはヘイガーの誕生日に由来している。

## 反響・評価
セールス的には前2作ほどの成功に至らず、Billboard 200では最高52位に終わり、全米トップ40入りを逃した。『ビルボード』のメインストリーム・ロック・チャートでは「シリアス・ジュジュ」が10位、「レット・サリー・ドライヴ」が16位を記録した。
ジェイソン・アンダーソンはオールミュージックにおいて5点満点中3点を付け「驚くほどムラが無く強力で、ヘイガーが1990年代に発表してきた傑作とも肩を並べる」と評している。

## 収録曲
特記なき楽曲はサミー・ヘイガー作。
1. シャカ・ドゥー・ビー - Shaka Doobie (The Limit) - 3:19
2. レット・サリー・ドライヴ - Let Sally Drive - 4:39
3. シリアス・ジュジュ - Serious Juju - 3:50
4. ザ・メッセージ - The Message (Jesse Harms) - 4:32
5. ディーパー・カインダ・ラヴ - Deeper Kinda Love (Sammy Hagar, Larry Dvoskin) - 4:19
6. リトル・ビット・モア - Little Bit More (S. Hagar, James Michael) - 3:36
7. テン・サーティーン - Ten 13 - 4:34
8. プロテクション - Protection - 4:43
9. スリー・イン・ザ・ミドル - 3 in the Middle - 3:45
10. リアル・ディール - The Real Deal - 3:11
11. トロピック・オブ・キャプリコーン〜マウイ・ウーイー〜 - Tropic of Capricorn/Maui Wowie - 7:00

### 日本盤ボーナス・トラック
1. ハイ・アンド・ドライ・アゲイン（ライヴ） - High and Dry Again (live) - 6:42
2. シリアス・ジュジュ（ラジオ・ミックス） - Serious Juju (radio mix) - 3:51
3. レット・サリー・ドライヴ（エディット） - Let Sally Drive (edit) - 3:58
4. ディーパー・カインダ・ラヴ（オルタナティヴ・ミックス） - Deeper Kinda Love (alternate mix) (S. Hagar, L. Dvoskin) - 4:37

## 参加ミュージシャン
- サミー・ヘイガー - リード・ボーカル、ギター
- ジェシー・ハームス - キーボード、バックグラウンド・ボーカル
- ヴィクター・ジョンソン - ギター、バックグラウンド・ボーカル
- モナ - ベース、バックグラウンド・ボーカル
- デヴィッド・ラウザー - ドラムス、バックグラウンド・ボーカル

アディショナル・ミュージシャン
- ロイ・ロジャース - スライドギター(on #10)